# مارک جانسون (بازیکن هاکی روی یخ)
مارک جانسون (انگلیسی: Mark Johnson؛ زادهٔ ۲۲ سپتامبر ۱۹۵۷) بازیکن هاکی روی یخ اهل ایالات متحده آمریکا بود.